# Maros-völgyi fatörzsbarlangok
A Maros-szorosban, Göde és Ratosnya közötti szakaszon találhatóak az igazi barlangász kuriózumnak számító fatörzsbarlangok (RO: peșteri de mulaj, ENG: tree mould cave).

## Történetük
1988-ban a marosvásárhelyi Móréh Károly felfedezett egy sor vulkáni eredetű üreget. Alaposabb vizsgálatok során kiderült, hogy ezek az üregek tulajdonképpen fatörzsek lenyomatai. Az Ursus Spealeus, majd később az Exus barlangászklub módszeresen átkutatta a Maros szorosát, és több mint 100 lenyomatos üreget tártak fel.  1989-ben Móréh Károly dolgozatát, amit a  Maros-szorosi fatörzsbarlangokról írt, az országos barlangtani kongresszus „Vulcanocarst” díjjal tüntette ki.
2000-ben lett felfedezve néhány függőleges kialakulású barlang, és 2002-ben írták le az első Görgény-oldali-fatörzsbarlangot.
A tudományos feltárásuk és térképezésük elsősorban Móréh Károly nevéhez fűződik.

## Kialakulásuk
A fatörzsbarlangok nem valódi barlangok, hiszen egy barlang karsztvidéken alakulhat
ki, ezért a fatörzsbarlangokat pszeudokarszt jelenségnek nevezhetjük.
Kialakulásuk szerint a következőképpen oszthatjuk fel:
- pirogenetikus eredetűek – a forró vulkáni lávába  került fatörzsek elégnek, de megmarad a lenyomatuk,

- epigenetikus eredetűek – a völgy vízfolyása eredetileg a jelenleginél magasabb felszínen, puha kőzetben folyt. A völgyfejlődés során a folyó a laza üledéktakaró alatti kemény kőzetbe is fokozatosan bevágja magát. A laza kőzet lepusztulása révén a beágyazódott rönkök valamelyik vége a felszínre került, ahol a felszíni erők hatására a fás anyag kikorhad,

- biogén eredetűek –  a megszilárdult vulkáni kőzetekben aerob körülmények között, víz jelenlétében,  a fás anyag lebomlik, és elkorhad,

- vegyes, mechanikai és biológiai tényezők közös hatása révén (erózió és aerob korhadás) kialakultak.

A Maros szorosában leírt barlangok kialakulásuk szempontjából a fenti osztályozás utolsó három kategória valamelyikébe sorolhatóak.
A pliocén kor végén a vulkáni tevékenység nyomán az Ősmaros útja több helyen is elzáródott, medencéket alakítva ki a mai Ratosnya, Nyágra és Göde települések vidékén. Az itt képződött tavak az elkövetkező időszakban felteltek különböző hordalékkal. A pleisztocénben az Ősmaros áttörte ezen természetes gátjait, és a maihoz hasonló mederben folytatta útját. Az üledékbe ágyazódott fatörzsek egy részének valamelyik vége ismét kapcsolatba került a felszíni tényezőkkel, és korhadásnak indultak. A fás anyag kikorhadása után megmaradt a lenyomatuk. A legjobban egy Ratosnya közelében levő barlang őrizte meg a fa alakot. Ennél a barlangnál az ágak lenyomata is látható.

## A barlangok földrajzi helyzete
A barlangok a Maros-szorosban, Göde és Ratosnya közötti szakaszon, hozzávetőlegesen 40-80 méter relatív, 700 méter tengerszint feletti magasságban találhatóak. Szalárdtelepen 600-680 m, Andrenyászán 700-730 méter, valamint Nyágrán 800 méter magasságban lelhetők fel.
Azt, hogy a barlangok zöme a Maros jobb oldalán található, az azzal magyarázható, hogy a Kelemen-vulkán kevésbé volt aktív, mint a Görgény-vulkán, és a kitörések közötti időszakban a növényzetnek  több ideje volt kifejlődni. 
Több mint 100 ilyen képződmény van nyilvántartva, de barlangnak csak egy részük nevezhető, mert csak ennyi teljesíti a barlang definíciójában szereplő feltételeket, miszerint barlangnak csak az a természetes eredetű üreg lehet, ami ember számára járható, és a hosszúsága meghaladja a 2 métert (ez a román meghatározás különbözik a magyar barlang-definíciótól!).
A legnagyobb fatörzsbarlang 32 méter hosszú, 2,4 méter átmérőjű. Egy kivételtől eltekintve nincsenek elágazások bennük.

## Klíma, élővilág
A fatörzsbarlangok kis mérete miatt nem alakulhatott ki bennük barlangi klíma. Az élőviláguk is szegényes: jelen van a közönséges denevér (Myotis Myotis), és néhány alkalmilag a barlangba látogató állat.

## Látogatás
A Maros-völgyi fatörzsbarlangok nincsenek kiépítve, és jelenleg nem vezet el a közelükben engedélyezett turistaútvonal. A barlangok védelme érdekében a barlangok zöme nem is lesz beiktatva a turista útvonalakba.
2013 szeptemberében a Ládásháza-barlangot (románul Căsoaia lui Ladaş) megnyitották a nagyközönség számára. A piros körrel jelzett túraútvonal Andrenyásza (Andreneasa) község után levő Androneasa vendéglőtől indul. A körút érint még egy kilátót, ahonnan a Maros szorosára nyílik csodálatos kilátás. A körút végégjárásához szükséges idő kb 1 óra. Szükséges felszerelés mindössze egy fényforrás.

## Fatörzsbarlangok a nagyvilágban
A legrégebbi fatörzsbarlangról szóló feljegyzés Japánból származik. A Fuji-hegy területén, a Kenmarubi lávamezőn  több mint 250 fatörzsbarlangot azonosítottak, ebből 43 különleges védelemnek örvend. 1929. december 17-én a Kawaguchico Nemzeti Park területén található  Funatsu Tainai-barlangot természeti emléknek  nyilvánították (ez volt a világon az első védett fatörzsbarlang).
Az Amerikai Egyesült Államok területén, Washington államban, a Mount St. Helens National Volcanic Monument Nemzeti Parkban is vannak fatörzsbarlangok. Ezek 1982-től védettek. További fatörzsbarlangok találhatók a Hawaii szigetek több lávaparkjában. 
Európában a Maros-szoroson kívül még Szlovákiában írtak le fatörzsbarlangokat 1993-ban, a Polana-hegységben, valamint a Karancs-hegységben, Múcsiny község közelében, melyek közül a leghosszabb 8 méter, 97x51 centiméteres átmérővel. A barlangok tudományos feltárása nagymértékben kötődik Gaál Lajos rimaszombati geológus nevéhez.
2009-ben Magyarország északi részén, Nógrád megyében, Nógrádszakál község közelében Prakfalvi Péter salgótarjáni geológus fedezett fel öt fatörzsüreget, amiből hármat lehet barlangnak minősíteni.